# Poliplet
Poliplet (ali polikralj) je ravninski lik, ki ga sestavlja eden ali več skladnih neprekrivajočih enotskih kvadratov ortogonalno povezanih po stranicah ali po ogliščih. Je vrsta poliforme, katere celica je kvadrat. Poliomine, ki so povezane samo po stranicah, so podmnožica polipletov. Polipleti, ki niso poliomine, so nepoliomine in so vsaj enkrat povezani po ogliščih.
Ime »polikralj« se nanaša na šahovsko figuro kralja. n-kralji so n-kvadratni liki, ki jih lahko zasede kralj na neskončni šahovnici z dovoljenimi potezami.
Golomb rabi izraz psevdo-poliomina, kar izraža povezane množice kvadratov po načelu šahovskega kralja.

## Štetje polipletov

### Prosti, enostranski in negibni polipleti
Pri štetju obstajajo trije običajni načini razlikovanja polipletov:
- prosti polipleti so različni liki, če noben ni toga transformacija (vzporedni premik, vrtenje, zrcaljenje ali drsno zrcaljenje) drugega (liki, ki se jih lahko vzame v roke in se jih obrne).
- enostranski (kiralni) polipleti so različni liki, če noben ni vzporedno premaknjen ali zavrten (liki, ki se jih ne da obrniti).
- negibni polipleti so različni liki, če noben ni vzporedno premaknjen (liki, ki se jih ne da obrniti ali zasukati).

Naslednja razpredelnica kaže število polipletov različnih vrst z {\displaystyle n\,} celicami:
| n  | ime        | prosti          | enostranski     | negibni           |
| -- | ---------- | --------------- | --------------- | ----------------- |
| n  | ime        | A030222         | A030233         | A006770           |
| 1  | monoplet   | 1               | 1               | 1                 |
| 2  | doplet     | 2               | 2               | 4                 |
| 3  | triplet    | 5               | 6               | 20                |
| 4  | tetraplet  | 22              | 34              | 110               |
| 5  | pentoplet  | 94              | 166             | 638               |
| 6  | heksoplet  | 524             | 991             | 3.832             |
| 7  | heptoplet  | 3.031           | 5.931           | 23.592            |
| 8  | oktoplet   | 18.770          | 37.196          | 147.941           |
| 9  | nonoplet   | 118.133         | 235.456         | 940.982           |
| 10 | dekoplet   | 758.381         | 1.514.618       | 6.053.180         |
| 11 | undekoplet | 4.915.652       | 9.826.177       | 39.299.408        |
| 12 | dodekoplet | 32.149.296      | 64.284.947      | 257.105.146       |
| 13 |            | 211.637.205     | 423.241.426     | 1.692.931.006     |
| 14 |            | 1.401.194.463   | 2.802.300.793   | 11.208.974.860    |
| 15 |            | 9.321.454.604   | 18.642.694.440  | 74.570.549.714    |
| 16 |            | 62.272.330.564  | 124.544.085.550 | 498.174.818.986   |
| 17 |            | 417.546.684.096 | 835.091.956.750 | 3.340.366.308.393 |

- 94 prostih pentapletov.
- 524 prostih heksopletov.
- 3.031 prostih heptopletov.